# Athlītikos Omilos Foinikas Syrou 2014-2015
Questa voce raccoglie le informazioni riguardanti l'Athlītikos Omilos Foinikas Syrou nella stagione 2014-2015.

## Organigramma societario
Area direttiva
- Presidente: Antōnīs Roussos

Area tecnica
- Primo allenatore: Ratko Pavličević
- Secondo allenatore: Akīs Chatzīantōniou

## Rosa
| N° | Nome                    | Ruolo | Data di nascita  | Nazionalità sportiva |
| -- | ----------------------- | ----- | ---------------- | -------------------- |
| 1  | Euaggelos Tsinos        | S     | 16 ottobre 1990  | Grecia               |
| 2  | Petros Kuprianos        | P     | 3 maggio 1990    | Grecia               |
| 3  | Dīmītrīos Charalampidīs | C     | 3 giugno 1991    | Grecia               |
| 4  | Nikola Mijailović       | S     | 8 agosto 1989    | Serbia               |
| 5  | Reinis Pekmanis         | S/O   | 6 giugno 1993    | Lettonia             |
| 6  | Vaggelīs Mouroutīs      | C     | 6 luglio 1990    | Grecia               |
| 7  | Nikos Arvanitīs         | S     | 16 marzo 1983    | Grecia               |
| 10 | Simo Dabović            | P     | 9 aprile 1987    | Montenegro           |
| 12 | Chrīstos Papadopoulos   | C     | 25 novembre 1986 | Grecia               |
| 13 | Tomislav Đokić          | S/O   | 27 febbraio 1986 | Serbia               |
| 14 | Giōrgos Velentzas       | C/O   | 15 luglio 1989   | Grecia               |
| 15 | Īlias Lappas            | S     | 20 luglio 1979   | Grecia               |
| 16 | Spuros Veloudīs         | L     | 16 gennaio 1997  | Grecia               |
| 16 | Nikos Smaragdīs         | C     | 12 febbraio 1982 | Grecia               |
| 17 | Panagiōtīs Papadopoulos | S     | 30 aprile 1992   | Grecia               |
| 18 | Nikītas Efraimidīs      | L     | 11 febbraio 1989 | Grecia               |